# 선녀강림
《선녀강림》은 1998년부터 만화가 유현이 대원씨아이 청소년만화지 영챔프에 연재했던 한국만화이다. 전래동화 선녀와 나무꾼을 현대적으로 묘사하였으며 날개옷이 찢어져서 인간세계에 남게되었던 선녀와 그녀를 보호하는 고등학생 소년의 이야기를 그렸다.

## 줄거리
원래는 고2이어야했지만 유급으로 인해서 고1로 있는 학생 제갈량은 귀가를 하던 중 느닷없이 나타난 반인반수 천록을 만나게 된다. 그리고 천록에 의해서 선녀라는 존재를 알게되면서 그를 따라 목욕탕으로 가니 진짜로 선녀들이 목욕을 하는 모습을 보게 되었고 선녀의 날개옷을 가져가려던 천록이 발각당하게 되자 날개옷을 제갈량에게 던지게되고 선녀가 날개옷을 가져가려는 순간 옷이 찢어지게 되었는데 뜻밖에도 그 옷의 주인공은 철부지 꼬마선녀로 있던 환타였다. 날개옷이 찢어진 환타 때문에 졸지에 제갈량은 환타를 보호해야하는 당혹스러운 상황을 맞이하게 되는데....

## 등장인물
- 제갈량 : 본작의 주인공이자 고1 학생. 원래 연령상 17세라 고2가 되어야하지만 유급으로 인해서 고1로 재학중이며 귀가를 하던 중 반인반수 천록을 만나게되어서 선녀에 대한 존재를 알게되면서 선녀의 날개옷을 집었을 때 옷을 찢어버리는 바람에 철부지 꼬마선녀 환타를 만나서 그녀와 동거하게 된다.
- 환타 : 천계에서 내려온 꼬마선녀. 목욕을 하러 인간계에 내려왔다가 졸지에 날개옷이 찢어져 돌아갈 수 없자 제갈량의 집에 동거하게 된다.
- 미란다 : 천상의 여동생으로 있는 선녀. 환타와 견원지간이며 그녀 역시 날개옷이 찢어져 졸지에 제갈량 집에 동거한다.
- 천상 : 천계를 다스리는 통수권자이자 미란다의 오빠. 환타가 돌아오지 못하게 되자 걱정에 빠지게 된다.
- 파인 : 환타의 오빠이자 어사대부. 감찰 담당을 맡고있으며 어머니인 오란을 증오한다.
- 오란 : 파인과 환타의 어머니. 사실은 선녀와 나무꾼에 나온 선녀이다.
- 상제 : 천계의 총지도자. 겉은 꼬마로 보이지만 때에 따라 커지게 된다.
- 제갈훈 : 제갈량의 큰형이자 직장인. 유일하게 부인이 있는 유부남이며 손아래 동생들을 챙겨왔다.
- 제갈강 : 제갈량의 작은형. 현재 현역 군인으로 휴가를 나오게 된다.
- 김유리 : 제갈량의 옛 여자친구이자 애인. 무표정하면서 냉정한 성격이 짙으며 과거 제갈량의 이마에 칼질을 해서 흉터를 낸 적이 있다. 일본어를 잘한다.[1]
- 묘향 : 반인반묘 형태를 하고있는 수인족 여자. 사실은 오란의 암묵적인 명령으로 환타에게 해를 끼치는 역할을 하고있다.
- 천록 : 반인반수 형태를 하고있는 수인족 소년. 경상도 사투리를 쓰며[2] 제갈량에게 선녀라는 존재를 알려준다.
- 성문경 : 제갈량의 친구. 고2이며 한 학년으로 있는 제갈량을 챙겨준다.
- 윤세호 : 제갈량의 학교 후배로 고1이며 환타와 미란다의 정체를 유심히 알고있다.
- 화륜 : 5행 속성 중 화(火) 속성을 가진 정령. 5행 속성 정령 중 처음으로 제갈량 앞에 나타나게 되었다.
- 토정 : 5행 속성 중 흙(土) 속성을 가진 정령. 한동안 제갈량의 보드 속에 봉인되었다가 불의 정령인 화륜의 화력(火力)으로 부활한다.
- 목련 : 5행 속성 중 목(木) 속성을 가진 정령. 한때 묘향 편에 서서 제갈량들을 공격하였으나 나중에 가서 제갈량 편이 되어서 보드 안에 들어간다.
- 수천 : 5행 속성 중 수(水) 속성을 가진 정령. 원래는 과묵한 성격이었지만 상제가 목련을 봉인한 분노로 폭주하여 제갈량과 묘향을 공격한다.
- 신도 : 선녀와 결혼을 하였다는 남자. 사실은 선녀와 나무꾼에 나오는 나무꾼으로 오란의 남편이자 파인, 환타 남매의 친아버지이다.

## 단행본 정보
- 작가 : 유현
- 출판사 : 대원씨아이(주)
- 연재시기 : 영챔프 1998년 4호 ~ 2007년
- 단행본 발행 : 1 ~ 19권(미완결)
- ⓒ1998 - 2007 유현 / 대원씨아이